# زلزال أربينيا 1930
زلزال أربينيا 1930 هو زلزالٌ وقعَ في أربينيا ‏ في إيطاليا بتاريخ 23 يوليو 1930.